# Rajon Nookat
Der Rajon Nookat ist ein dem Oblus Osch in Kirgisistan unterstellter Rajon. Verwaltungssitz und Namensgeber ist die Stadt Nookat.

## Geographie
Die meisten Bewohner des Rajon Nookat leben in einem langgestreckten Tal, das im Westen bei Kysyl-Kyja in Usbekistan übergeht. Das Tal erreicht mit einem Pass seine höchste Stelle, über den die Fernstraße Osch-Rassakow führt. Der Süden, der den größeren Teil einnimmt, ist sehr gebirgig und kaum besiedelt.

## Bevölkerung
Die Volkszählung 2009 ergab für den Rajon Nookat 236.455 Einwohner. Davon lebten 16.125 in städtischen Gebieten und 220.330 in ländlichen Gebieten.
Die ethnische Zusammensetzung stellt sich wie folgt dar:
| Ethnie     | Angehörige | Anteil an der Gesamtbevölkerung |
| ---------- | ---------- | ------------------------------- |
| Kirgisen   | 173.920    | 73,6 %                          |
| Usbeken    | 61.299     | 25,9 %                          |
| Türken     | 267        | 0,1 %                           |
| Russen     | 241        | 0,1 %                           |
| Tataren    | 123        | 0,1 %                           |
| Tadschiken | 55         | 0,1 %                           |
| Andere     | 550        | 0,1 %                           |

Bevölkerungsentwicklung:
| Jahr | Einwohnerzahl |
| ---- | ------------- |
| 1970 | 76.619        |
| 1979 | 108.550       |
| 1989 | 143.476       |
| 1999 | 196.486       |
| 2009 | 236.455       |
| 2021 | 302.481       |

## Gliederung
Der Rajon beinhaltet eine Stadt und 97 Dörfer in 16 Landgemeinden. Eine ehemalige Siedlung städtischen Typs ist Naiman. Die 16 Landgemeinden sind:
| Landgemeinde   | Verwaltungssitz | Einwohner 2009 | Einwohner 2021 |
| Stadt Nookat   |                 | 14.371         | 16.118         |
| -------------- | --------------- | -------------- | -------------- |
| Bel            | Bel             | 10.398         | 13.759         |
| Gulistan       | Frunse          | 16.237         | 23.442         |
| Issanow        | Dschangy-Basar  | 16.986         | 22.095         |
| Dschany-Nookat | Dschany-Nookat  | 23.885         | 32.228         |
| Kara-Tasch     | Kara-Tasch      | 11.490         | 16.224         |
| Kenesch        | Kuu-Maidan      | 12.594         | 16.734         |
| Kok-Bel        | Kok-Bel         | 6.165          | 8.385          |
| Kulatow        | Kodscho-Aryk    | 17.592         | 21.413         |
| Kyrgys-Ata     | Kotormo         | 17.981         | 23.608         |
| Kysyl-Oktjabr  | Kok-Dschar      | 17.718         | 25.064         |
| Mirmahmudow    | Kok-Dschar      | 17.123         | 26.850         |
| Naiman         | Naiman          |                | 2.153          |
| On Eki-Bel     | On-Eki Bel      | 5.981          | 7.904          |
| Tolos          | Ütsch-Bai       | 19.124         | 24.403         |
| Yntymak        | Murkut          | 7.973          | 10.491         |
| Sulpujew       | Utsch-Bai       | 19.083         | 24.722         |
| Gesamt         |                 | 220.330        | 319.945        |